# Ilfat Abdullin
Ilfat Rinatowicz Abdullin (ros. Ильфат Ринатович Абдуллин; ur. 9 stycznia 1998 w Tałdykorganie) – kazachski łucznik, olimpijczyk z Tokio 2020.

## Wyniki
| Impreza             | Rok  | Miejsce            | Konkurencja   | Pozycja |                      |      |       |               |    |
| ------------------- | ---- | ------------------ | ------------- | ------- | -------------------- | ---- | ----- | ------------- | -- |
| Impreza             | Rok  | Miejsce            | Konkurencja   | Pozycja | Igrzyska olimpijskie | 2020 | Tokio | indywidualnie | 9. |
| drużynowo           | 9.   |                    |               |         | Igrzyska olimpijskie | 2020 | Tokio |               |    |
| Mistrzostwa świata  | 2019 | 's-Hertogenbosch   | indywidualnie | 33.     |                      |      |       |               |    |
| Mistrzostwa świata  | 2019 | 's-Hertogenbosch   | drużynowo     | 6.      |                      |      |       |               |    |
| Mistrzostwa Azji    | 2017 | Dhaka              | indywidualnie | 33.     |                      |      |       |               |    |
| Mistrzostwa Azji    | 2019 | Bangkok            | indywidualnie | 17.     |                      |      |       |               |    |
| Mistrzostwa Azji    | 2019 | Bangkok            | drużynowo     | 5.      |                      |      |       |               |    |
| Igrzyska azjatyckie | 2018 | Dżakarta-Palembang | indywidualnie | 4.      |                      |      |       |               |    |
| Igrzyska azjatyckie | 2018 | Dżakarta-Palembang | drużynowo     | 5.      |                      |      |       |               |    |
| Igrzyska azjatyckie | 2018 | Dżakarta-Palembang | mikst         | 9.      |                      |      |       |               |    |